# Missionsseminar Hermannsburg
Auf dem Gelände der heutigen Fachhochschule für Interkulturelle Theologie Hermannsburg (FIT) befand sich bis 2012 das Missionsseminar Hermannsburg. Dieses war Teil des Evangelisch-lutherischen Missionswerkes in Niedersachsen (ELM), des gemeinsamen Missionswerks der Landeskirchen Hannover, Braunschweig und Schaumburg-Lippe. In sechs bis sieben Jahren wurden Pastorinnen und Pastoren dort für den Dienst in der weltweiten Kirche ausgebildet.

## Geschichte

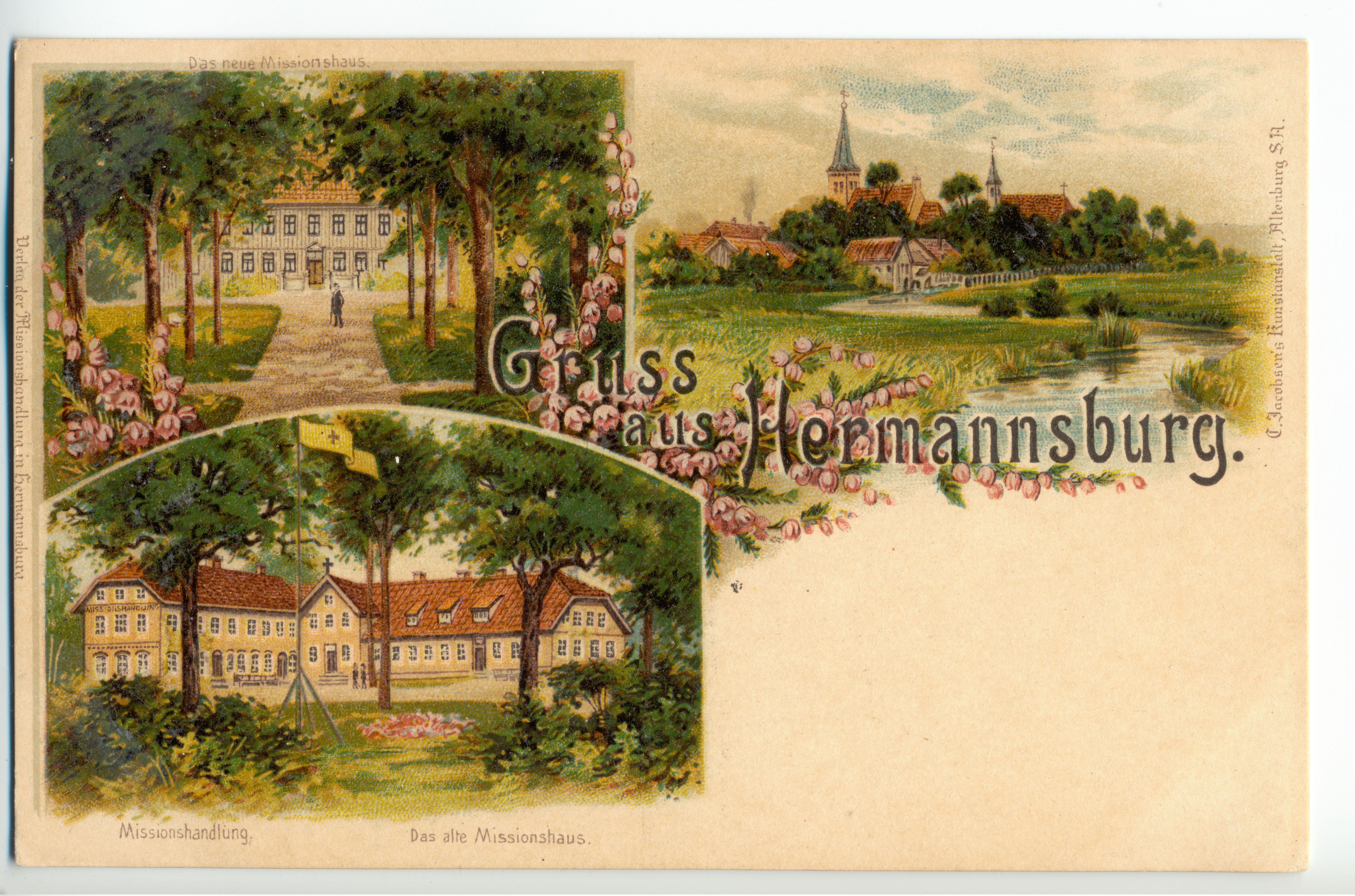
Postkarte mit dem Seminargebäude

Das Missionsseminar in Hermannsburg wurde 1836 als Missionsbildungsanstalt der Norddeutschen Mission in Hamburg gegründet und 1849 nach einer Zwischenstation in Bremen von Pastor Ludwig Harms nach Hermannsburg übernommen und ab 1850 in Eigenregie geführt. Missionsseminare bildeten Handwerker, Bauern und Landleute ohne die an sich übliche akademische Vorbildung aus. Als ländliche Mission galt die Hermannsburger Mission bald als „Bauernmission“. Die Ausbildung im „alten Missionshaus“, dem heutigen Ludwig-Harms-Haus, dauerte zunächst vier Jahre. Mit der Gründung des „neuen Missionshauses“ 1863, der heutigen Fachhochschule für interkulturelle Theologie, begann alle zwei Jahre ein neuer Kurs.
Die ersten „Zöglinge“ wurden 1853 nach bestandenem Examen nach Übersee entsandt und begründeten die Arbeit der Hermannsburger Mission in Südafrika, wo das Ev.-luth. Missionswerk in Niedersachsen (ELM) bis heute aktiv ist. Missionare wurden ins südliche Afrika, nach Äthiopien, Indien, Australien und nach später Russland entsandt. Andere Absolventen gingen in deutsche Gemeinden in Süd- und Nordamerika.
Auch nach dem Zweiten Weltkrieg gingen vom Missionsseminar und durch dessen Seminarleiter Olav Hanssen geistliche Impulse aus. Es kam zur Gründung von Kreisen wie der Gruppe 153, des Epiphaniaskreises und des evangelischen Gethsemaneklosters in Riechenberg bei Goslar. Zwischen 1979 und 1993 wurde das Seminar von Dietrich Mann geleitet. Zum 26. August 2012 wurde das Missionsseminar geschlossen. Schätzungsweise 1300 Auszubildende waren durch die Kurse gegangen, 900 examiniert und entsandt worden.
Seit 2003 bzw. 2007 war das Studium am Missionsseminar modularisiert. In Zusammenarbeit mit der University of Birmingham wurde ein BA of Theology and Missionsstudies bzw. in Zusammenarbeit mit der School of Mission and Theology in Stavanger im Rahmen des ersten theologischen Examens ein Master of Theology (MTh) vergeben. Eine Besonderheit des Studiums war ein halbjähriges Praktikum in einer Partnerkirche des Missionswerks.
In Nachfolge des Missionsseminars wurde 2012 von den Landeskirchen Hannovers, Braunschweigs und Schaumburg-Lippe die Fachhochschule für Interkulturelle Theologie Hermannsburg (FIT) gegründet.

## Bekannte Lehrer und Absolventen
in der Reihenfolge des Geburtsjahres
- Theodor Harms (1819–1885), lutherischer Theologe
- Friedrich Raeder, Missionswissenschaftler
- Alwin Gotthard Wagner (1829–1909), lutherischer Dogmatiker
- Kurt Dietrich Schmidt (1896–1964), Professor für Kirchengeschichte in Kiel und Hamburg, Dozent für Kirchengeschichte und Mitglied der Bekennenden Kirche
- Gerhard Heintze (1912–2006), Landesbischof der ev.-luth. Landeskirche Braunschweigs
- Olav Hanssen (1915–2005), Leiter des Missionsseminars von 1957 bis 1979
- Dietrich Mann (1935–2000), Dozent für Neues Testament, Leiter des Missionsseminars von 1979 bis 1993
- Reinhard Deichgräber (* 1936), Lehrer für Altes Testament, Ethik, Seelsorge und Lebenskunde von 1965 bis 1995 und Hausvater
- Wolfgang A. Bienert (1939–2021), Dozent für Kirchengeschichte von 1977 bis 1983[2]
- Reinhard Keding (* 1948), ehemaliger Bischof der Evangelisch-Lutherischen Kirche in Namibia (DELK)
- Johannes Launhardt (1929–2019), Bischof der ev.-lutherischen Kirche von Georgien
- Erich Hertel (* 1949), Bischof der Evangelisch-Lutherischen Kirche in Namibia (DELK)
- Mitri Raheb (* 1962), Gründer des Internationalen Begegnungszentrums in Bethlehem und Pastor an der dortigen Weihnachtskirche